# Deena Ram
Deena Ram (né le 6 août 1964) est un athlète indien, spécialiste du steeple.

## Biographie
Il remporte la médaille d'or du 3 000 m steeple lors des championnats d'Asie 1989, à New Delhi, dans le temps de 8 min 48 s 46.

### Palmarès
| Date | Compétition         | Lieu      | Résultat | Épreuve         | Performance   |
| ---- | ------------------- | --------- | -------- | --------------- | ------------- |
| 1989 | Championnats d'Asie | New Delhi | 1er      | 3 000 m steeple | 8 min 48 s 46 |
| 1990 | Jeux asiatiques     | Pékin     | 2e       | 3 000 m steeple | 8 min 35 s 19 |

### Records
| Épreuve         | Performance  | Lieu   | Date         |
| --------------- | ------------ | ------ | ------------ |
| 3 000 m steeple | 9 min 5 s 21 | Moscou | 29 août 1991 |